# NGC 5814
NGC 5814 é uma galáxia espiral (Sab) localizada na direcção da constelação de Virgo. Possui uma declinação de +01° 38' 14" e uma ascensão recta de 15 horas, 01 minutos e 21,1 segundos.
A galáxia NGC 5814 foi descoberta em 13 de Abril de 1828 por John Herschel.